# Kopalnia Węgla Kamiennego Wanda-Lech

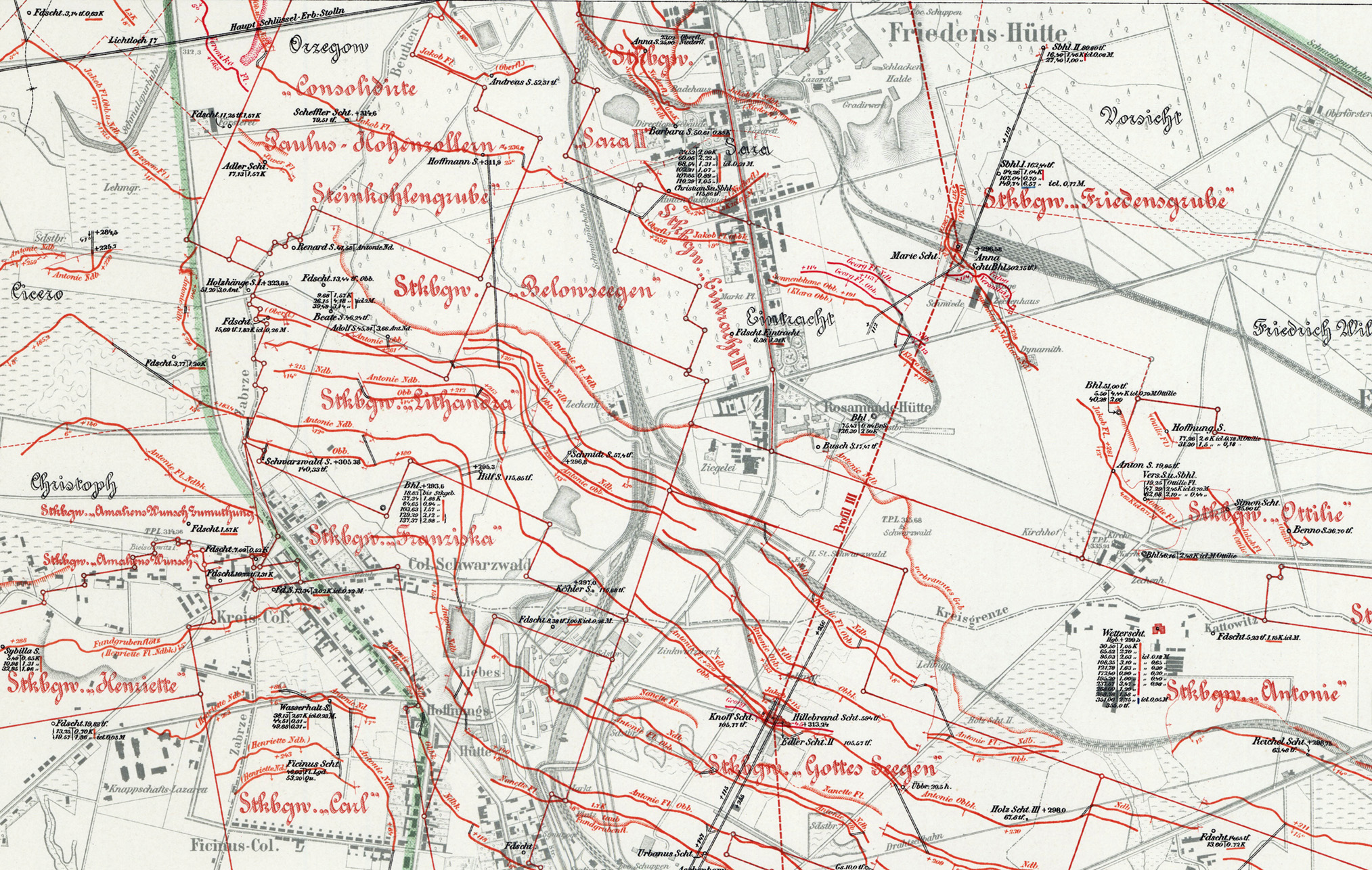
Darstellung der Grubenfelder Lithandra, Belowsegen und Friedensgrube. Ausschnitt aus einer Flözkarte von 1901.

Das Steinkohlenbergwerk Wanda-Lech (polnisch Kopalnia Węgla Kamiennego Wanda-Lech) ist ein stillgelegtes Steinkohlenbergwerk im Ortsteil Wirek (deutsche Bezeichnung Antonienhütte) von Ruda Śląska, Polen.

## Geschichte
Das Verbundbergwerk Wanda-Lech entstand im Jahr 1938 aus zwei Zechen, die eine völlig unterschiedliche Geschichte haben und auch verschiedenen Besitzern gehörten. Die beiden Bergwerke werden im Folgenden getrennt dargestellt.

### Wanda
Als aufgrund der Teilung Oberschlesiens im Jahr 1922 das Steinkohlenbergwerk Paulus-Hohenzollern zerschlagen wurde, erfolgte im Rahmen der damit notwendigen Umstrukturierung der Gräflich Schaffgotsch’schen Werke Bergwerke die Zusammenlegung der Zechen Lithandra und Belowsegen unter dem neuen Namen Wanda. Gleichzeitig wurden der neuen Zeche der Felder „Saara II“ und „Eintracht II“ hinzugefügt. 
Das Bergwerk bestand als eigenständige Anlage bis 1955, als die Fusion mit Lech (früher Gottessegen) zu Wanda-Lech erfolgte. 
Heute befinden sich auf dem ursprünglichen Gelände des Bergwerks Lithandra/Wanda der 100 m hohe Förderschacht „Wanda“ und die Aufbereitung des noch fördernden Bergwerks Pokój.

#### Lithandra

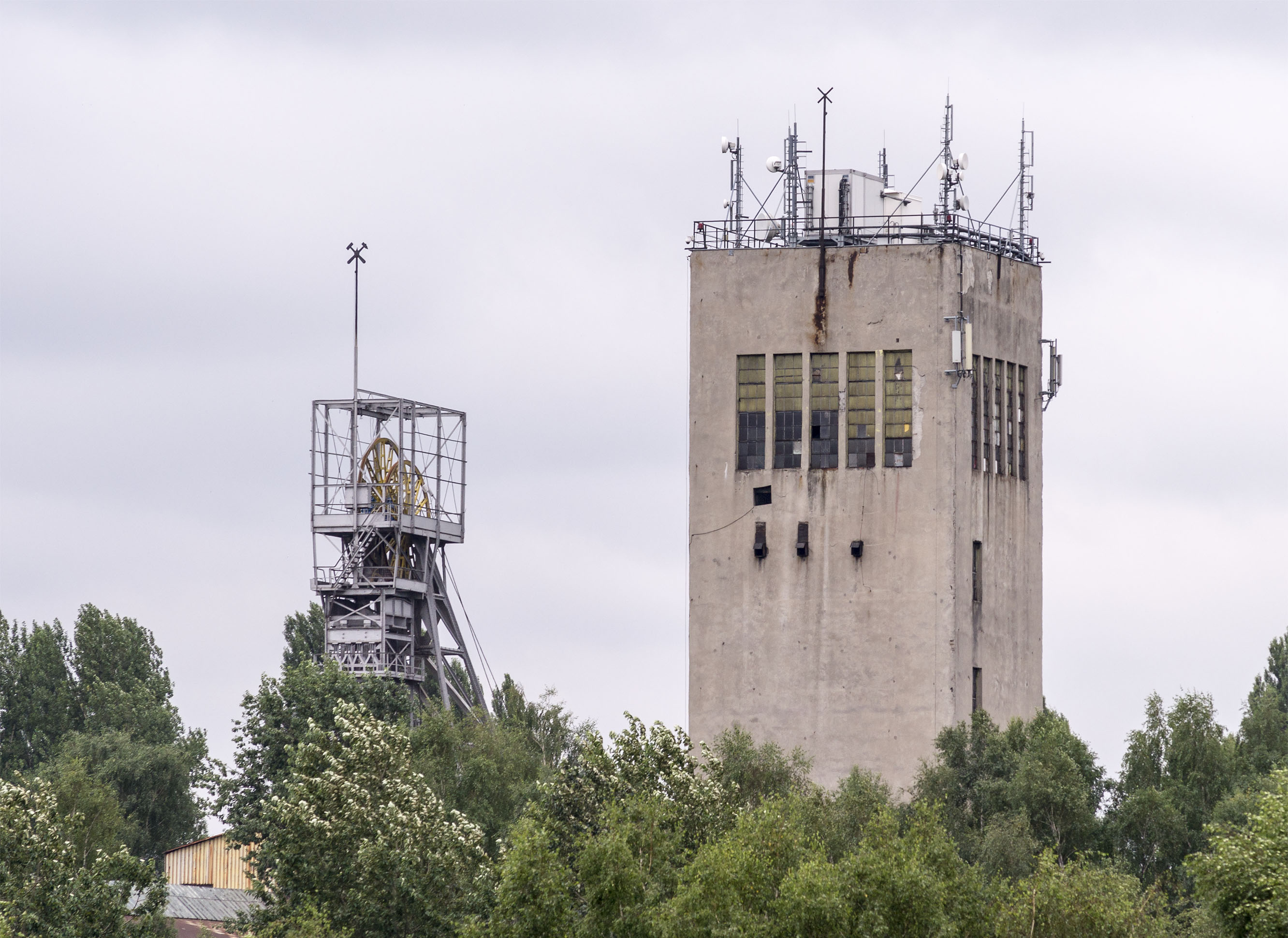
Schächte Lech 1 und 2; auch Andrzej genannt

Das anfänglich sehr kleine Bergwerk (Lage) mit einem eigenen Feldbesitz von nur 0,52 km² gehörte zu den Gräflich Schaffgotsch’schen Werke in Bytom/Beuthen.  
Um 1912 baute es nur das 3 m bis 3,5 m mächtige Antonieflöz ab. Dieses wurde durch die Köhler-Schachtanlage im Südosten des Feldes mit Sohlen bei 120 m und bei 195 m (oberste Sohle von Paulus) aufgeschlossen. Die enge Verzahnung mit der ebenfalls zum Schaffgotsch-Konzern gehörenden Schachtanlage Paulus/Paweł wird dadurch deutlich, dass es zwischen Lithandra und Paulus eine querschlägige Verbindung gab, von der aus das Paulusflöz im Feld „Belowsegen“ abgebaut wurde. 
Auch kamen im Rahmen der Aufspaltung der Felder „Sara“ und „Eintracht“ entlang der ul. P. Niedurnego (westlich Schaffgotsch; östlich Oberbedarf) die beiden Teilfelder „Sara II“ und „Eintracht II“ hinzu. Lithandra baute aber nicht nur im Feld „Belowssegen“, sondern auch in den Feldern „Henriette“ und „Regenbogen“, die 1902 von der Gräfin Schaffgotsch’schen Verwaltung erworben worden waren, Steinkohle ab. 

#### Belowsegen
Paul Jacob von Below, königlicher Berater in Kriegsfragen, wurde das Bergwerk am 5. Oktober 1805 verliehen. Es verfügte über ein sehr kleines und verwinkelt zugeschnittenes Grubenfeld zwischen Paulus-Hohenzollern und Lithandra. Below ließ einen ersten Schacht auf dem höchsten Punkt von Nowy Bytom abteufen (heute am Friedhof in der ul. gen. Hallera) (Lage). Das Bergwerk hat oft den Besitzer gewechselt, bevor die eine Hälfte der Aktien auf Graf Renard und die andere auf Karl Godulla kam. Das Bergwerk hatte seine Blütezeit 1858, als sich die Kohleproduktion auf 8.134 Tonnen belief. Der Betrieb wurde 1877 eingestellt, alle Schächte 1888 verfüllt. Sein Abbaugebiet wurde 1906 mit Lithandra konsolidiert.

### Lech
Von 1931 bis zur Vereinigung mit Wanda im Jahr 1938 trug das Bergwerk Gottessegen den Namen Lech. In der Zeit von 1922 bis 1931 hatte es Błogoslawieństwo Boże geheißen. Heute werden noch die beiden Schächte „Lech I/II“ durch das Bergwerk Pokój genutzt.

#### Gottessegen

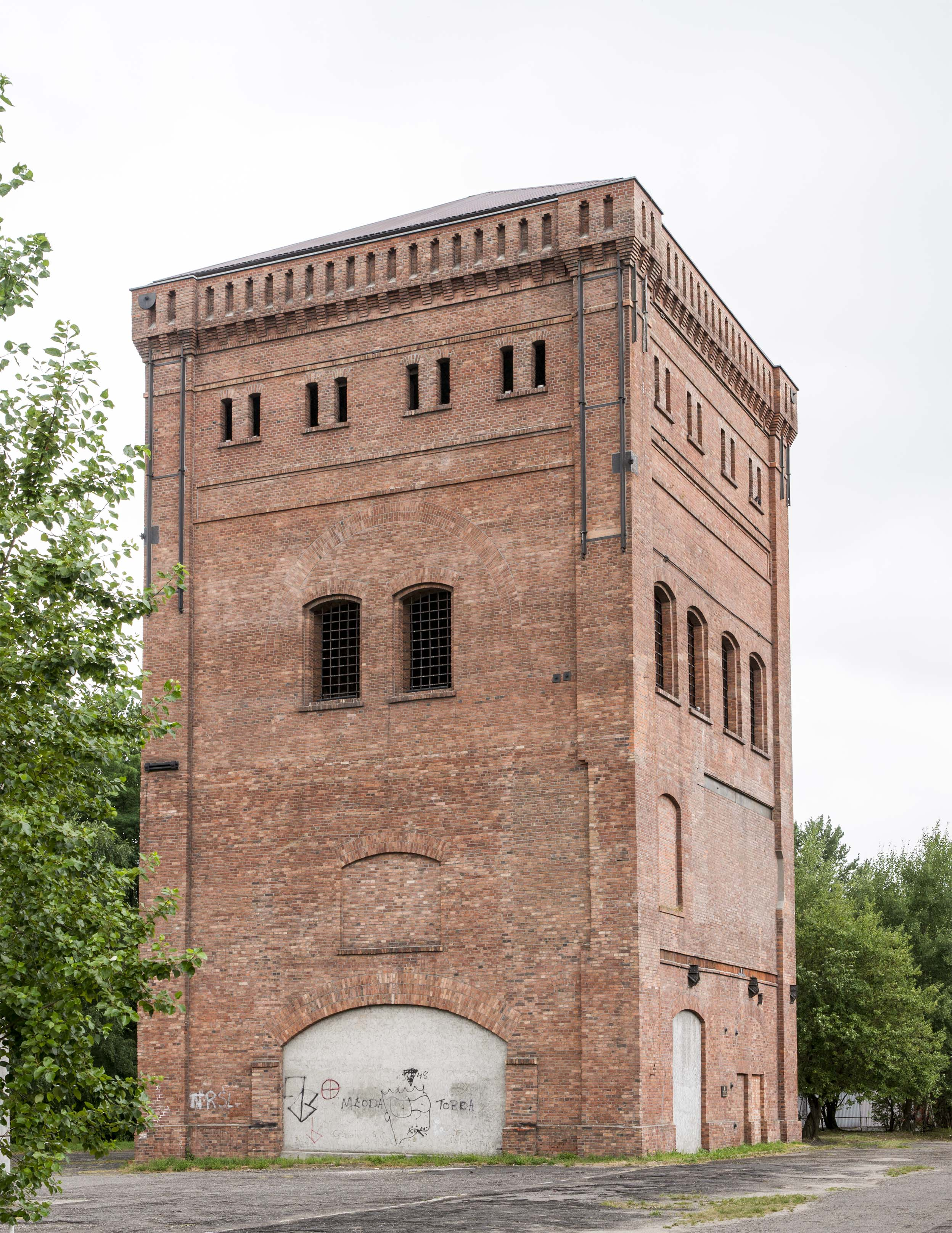
Anlage Aschenborn: Malakowturm über Schacht Andrzej

Die drei Felder „Gottessegen“ (1,00 km²), „Antonie“ (0,93 km²) und „Nanette“ (0,16 km²) mit einer Größe von 2,09 km² gehörten seit 1802 den Grafen Lazy, Arthur und Edgar Henckel von Donnersmarck (katholische Linie Beuthen-Siemianowitz). Da sich noch weitere südlich bzw. östlich gelegene Kohlenfelder (u. a. „Aline“, „Anhang“, „Bogod“, „Gottes Gnaden“, „Handl Saara“, „Jennywunsch“, „Neue Reinerz“, „Souvenir“, „Euphemia“, „Viereckssegen“, „Gottmituns“, „Zukunft“ und „Carl“) teilweise im Besitz der Grafen befanden oder diese dort ein Mitbrauchsrecht besaßen, verfügten alle Felder zusammen über die beachtliche Größe von 16,19 km².
Die Kohlenvorräte wurden durch die beiden Schachtanlagen Aschenborn (Lage) und Hillebrand (Lage) aufgeschlossen, wobei Aschenborn die ältere Anlage war und die eigenständige Förderung auf Hillebrand erst 1906 aufgenommen wurde. Aschenborn verfügte 1912 über einen 212 m tiefen Förder- und Wasserhaltungsschacht gleichen Namens und den südlich davon gelegenen „Graf-Arthur-Schacht“ (309 m tief), der auch als Wetterschacht und für die Seilfahrt zur 8. Sohle diente. Weitere Wetterschächte dieses Teilfeldes waren „Knoff“ (105 m) und „Edler“ (106 m).
Zur Aufschließung der Sattelflözgruppe wurde nur 500 m weiter nördlich der Hillebrandschacht (vormals „Edlerschacht I“) im Querschnitt erweitert und auf 585 m abgeteuft. Zu dieser Teilanlage gehörten auch ein Wetterschacht (424 m tief), eine Separation, ein Gleisanschluss sowie ein Haldenplatz von 276.000 m² Größe.

#### Błogosławieństwo Boże
Ab 1922 trug das Bergwerk Gottessegen diesen polnischen Namen. Es handelt sich hierbei lediglich um eine Übersetzung des ursprünglichen Namens.

### KWK Wanda-Lech
Im Jahr 1938 fusionierten die oben aufgeführten Bergwerke Lech/Gottessegen und Wanda/Lithandra zur Kopalnia Węgla Kamiennego Wanda-Lech. 1968 ging es im Bergwerk Pokój auf. 

### Förderzahlen
Wanda 1873: 59.900 t; 1913: 351918 t
Lech 1873: 283.000 t; 1913: 1,11 Mio. t
Wanda-Lech 1938: 875.198 t; 1965: 1,21 Mio. t

## Gegenwart
Von der alten Zeche Gottessegen existieren heute noch ein Makalowturm namens „Andrzej Jesienią“ (Anlage Aschenborn), die beiden Schächte „Lech I/II“ (Anlage Hillebrand) in der ul. Lecha 14, der Wetterschacht „Otilie“ ohne Befahrungseinrichtung sowie Teile des erwähnten Haldenplatzes nördlich von Lech/Hillebrand.
Die Schächte „Wanda“, „Lech I/II“ sowie „Otilie“ sind heute Teile des Bergwerks Pokój.